# Cromosoma 3
El cromosoma 3 es uno de los veintitrés pares de cromosomas del cariotipo humano. La población posee, en condiciones normales, dos copias de este cromosoma, uno heredado de la madre y uno del padre durante la reproducción sexual. Posee poco más de 200 millones de pares de bases de longitud y representa aproximadamente el 6,5% del ADN en una célula humana.

## Genes
La identificación de genes en cada cromosoma se realiza mediante la anotación estructural y funcional del ADN. Debido a la aplicación de diferentes métodos bioinformáticos de predicción de genes, existen variaciones en el número de genes estimados en cada cromosoma.

### Número de genes
| Base de datos | Genes codificantes de proteínas | ADN no codificante | Pseudogenes | Fecha      | Ref.               |
| ------------- | ------------------------------- | ------------------ | ----------- | ---------- | ------------------ |
| CCDS          | 1 025                           | --                 | --          | 26/10/2022 | [ 2 ]              |
| HGNC          | 1 035                           | 542                | 967         | 11/04/2025 | [ 5 ]              |
| Ensembl       | 1 082                           | 1 426              | 803         | 13/05/2024 | [ 6 ]              |
| UniProt       | 1 076                           | --                 | --          | 05/02/2025 | [ 7 ]              |
| NCBI          | 1 064                           | 1 074              | 989         | 23/08/2024 | [ 8 ] [ 9 ] [ 10 ] |

### Brazo corto (p)
- MLH1
- P4HTM: Prolil 4-hidroxilasa transmembrana 3p21.31
- Cav1.3 : canal de calcio dependiente de voltaje tipo L, subunidad alfa 1-D. (3p21.1)

### Brazo largo (q)
- 3q22.1_ Pro-TRH (Pro-thyrotropin-releasing hormone en inglés).[11] TRH (Tirotropin releasing hormone) Hormona liberadora de tirotropina.[12]

## Enfermedades relacionadas
- Alcaptonuria, 1
- Síndrome de Brugada
- Angioma cavernoso
- Síndrome de Charcot-Marie-Tooth
- Síndrome de Charcot-Marie-Tooth, tipo 2
- Coproporfiria hereditaria
- Distrofia miotónica
- Distrofia miotónica, tipo 2
- Porfiria
- Síndrome de von Hippel-Lindau
- Síndrome de Waardenburg
- Autismo
- Nictalopía
- Sordera
- Diabetes
- Cáncer de ovario
- Talla baja
- Enfermedad de moyamoya
- Síndrome del QT largo
- Enfermedad por almacenamiento de glucógeno
- Linfoma
- Síndrome de Moebius
- Epidermólisis bullosa
- Síndrome de Brachmann-Cornelia de Lange[13]